# Regina Casé
Regina Maria Barreto Casé (Rio de Janeiro, 25 de fevereiro de 1954) é uma atriz e apresentadora de televisão brasileira. Amplamente conhecida por suas performances nas mais variadas áreas do entretenimento, Regina é ganhadora de vários prêmios, incluindo dois prêmios Grande Otelo, quatro Prêmios APCA, dois Prêmios Guarani, um Prêmio Molière, e dois Troféus Imprensa. Em 2012 foi condecorada com a Ordem do Mérito Cultural. A atriz é prima de Bruno Gouveia vocalista do Biquini Cavadão e de Ricardo Barreto ex-Blitz.
Regina iniciou sua carreira estudando teatro, onde alcançou reconhecimento e fundou o grupo teatral Asdrúbal Trouxe o Trombone ao lado de seus amigos de profissão, sendo esse um dos mais famosos grupos de teatro da década de 1970. Ganhou aclamação por sua atuação na peça Trate-me Leão (1977), pelo qual se saiu vitoriosa no Prêmio Molière de melhor atriz. Em 1978 apareceu pela primeira vez nos cinemas atuando no filme Chuvas de Verão, de Cacá Diegues. Sua estreia na televisão se deu com uma participação na novela Guerra dos Sexos (1983) de Sílvio de Abreu.
Por sua performance no filme Areias Escaldantes ela ganhou muitos elogios e venceu o Prêmio APCA de melhor atriz coadjuvante em cinema. Em 1986 ganhou seu primeiro personagem de grande sucesso em telenovelas, a Tina Pepper, de Cambalacho. Por esse trabalho, ela é lembrada até hoje devido ao enorme sucesso popular da novela e de sua personagem cômica. Desde então, Regina passou a ser requisitada para vários papéis no gênero da comédia. Entre 1988 e 1990 integrou o elenco do programa TV Pirata onde interpretou vários personagens, lhe rendendo seu segundo Prêmio APCA, desta vez na categoria de melhor atriz em programa humorístico.
Em 1991 estreou como apresentadora no Programa Legal. Durante a década de 1990, sua aparição na televisão foi mais direcionada a apresentação de vários programas, incluindo o Brasil Legal (1995–1997) e o Muvuca (1998–2000). Em 2001 estreou o programa Um Pé de Quê?, apresentado por ela durante dez anos. No mesmo ano ela voltou às novelas como uma das protagonistas de As Filhas da Mãe, de Sílvio de Abreu. No filme Eu, Tu, Eles (2001), Casé recebeu aclamação da crítica por sua atuação dramática e recebeu vários prêmios, incluindo o Grande Otelo, Prêmio Guarani e diversos de prêmios de melhor atriz em festivais de cinema nacionais e internacionais.
Entre 2011 e 2017 apresentou o programa Esquenta!, transmitido aos domingos pela TV Globo. Em 2015 recebeu sua maior aclamação pela atuação no premiado filme Que Horas Ela Volta?, de Anna Muylaert. Por sua performance como a empregada doméstica Val, ela foi premiada novamente com o Grande Otelo e o Prêmio Guarani de Melhor Atriz, além de ter recebido o Prêmio APCA de melhor atriz em cinema e ter sido eleita melhor atriz em importantes festival, como o Festival de Sundance nos Estados Unidos. Em 2019 volta ás novelas e se destaque pela atuação como Dona Lurdes, a protagonista da novela Amor de Mãe, voltando a atuar no gênero após mais de dezoito anos afastada. Voltou a receber elogios no filme Três Verões (2020) na interpretação de Madá, pela qual foi indicada ao Grande Otelo, Prêmio Guarani e ao Prêmio Platino, além de ter vencido prêmios em festivais de cinema pelo mundo. Em 2022-23 retorna às novelas em Todas as Flores onde se destaca ao interpretar a grande vilã da trama, a cruel e psicopata Zoé da Cruz,sendo essa sua primeira vilã em uma novela.

## Biografia
Nascida e criada em uma família de classe média no bairro carioca de Botafogo, é filha do escritor Geraldo Casé e da dona de casa Heleida Barreto. Seus avós paternos eram Graziela e o radialista pernambucano Ademar Casé. Ele foi um dos pioneiros na chegada do rádio ao Brasil. Os pais de Regina se desquitaram em 1964, e Geraldo casou-se novamente, indo morar em São Paulo. Regina ficou no Rio com a mãe e as duas irmãs, Patrícia, nascida em 9 de janeiro de 1958 e Virgínia, nascida em 2 de janeiro de 1959. Regina é a filha mais velha e conta que sentia ciúme das irmãs ainda pequenas. Alguns anos mais tarde sua mãe casou-se novamente, dessa vez com um português de Lisboa, que era comandante da TAP (Linhas Aéreas Portuguesas). Regina, já adolescente, não queria se afastar de seus amigos e parentes, e quis ficar no Rio de Janeiro. Sua mãe, o padrasto e as irmãs se mudaram para Portugal, onde residem até hoje na cidade de Sintra.
Nessa época, Regina foi morar com sua melhor amiga, que também era sua vizinha em Botafogo. Depois de 6 meses, decidiu se mudar para a casa de suas tias-avós Maria Amélia e Julinha, em Copacabana. Regina sempre foi muito próxima as suas tias-avós, em especial Julinha, tendo sido criada por elas até ficar adulta. Regina fez o maternal no Colégio Ofélia de Agostini, e depois o primário e o ginásio no Colégio Sacre-Coeur de Marie, tradicional escola de freiras em Copacabana. Não gostava de ir a escola na infância, mas conta que apesar da rigidez disciplinar, tirava boas notas e sempre amou ter sido educada em um colégio religioso. O atual ensino médio, na época chamado de ensino secundário, cursou no Colégio Rio de Janeiro, tendo concluído em 1973. No ano seguinte passou em Comunicação Social para a UFF e também foi aprovada para a PUC, mas preferiu se dedicar ao teatro.

## Carreira

### 1970–2000
Em 1970, aos 16 anos, Regina Casé entrou para o curso de teatro de Sergio Britto, onde conheceu seu primeiro marido. Aos 20 anos, já familiarizada no curso, Regina fundou com os amigos que fez lá Hamilton Vaz Pereira, Jorge Alberto Soares, Luiz Arthur Peixoto e Daniel Dantas um grupo teatral, no qual batizaram de Asdrúbal Trouxe o Trombone, que movimentou o cenário cultural carioca no final dos anos 1970. Entre os trabalhos do grupo, destacam-se a adaptação de O Inspetor Geral, de Nikolai Gogol, feita em 1974, e que rendeu o Prêmio Governador do Estado de atriz revelação à Regina Casé, a peça Trate-me Leão (1977), de Hamilton Vaz Pereira, pela qual recebeu o Prêmio Molière. Ainda na década de 1970 fez sua estreia no cinema, participando do filme Chuvas de Verão (1978), de Cacá Diegues.
Sua carreira inclui atuações em clássicos do cinema brasileiro como Eu Te Amo (1981), de Arnaldo Jabor; Os Sete Gatinhos (1980), de Neville de Almeida; O Segredo da Múmia (1982), de Ivan Cardoso; e A Marvada Carne (1985), de André Klotzel. Também atuou nos filmes Cinema Falado (1986), de Caetano Veloso; Luar sobre Parador (1988), de Paul Mazursky; O Grande Mentecapto (1989), de Oswaldo Caldeira; e Eu, Tu, Eles (2001), de Andrucha Waddington. Sua estreia na televisão aconteceu na Rede Globo em 1983, com uma participação na novela Guerra dos Sexos, de Sílvio de Abreu. Naquele ano, trabalhou ainda no seriado infantil Sítio do Pica Pau Amarelo, então dirigido por seu pai, Geraldo Casé. Em 1984, integrou o elenco de Vereda Tropical, de Carlos Lombardi e participou do infantil Plunct, Plact, Zuuum.

Casé como Tina Pepper, de Cambalacho, em 1986

Também nessa época, integrou o elenco do humorístico Chico Anysio Show. Em 1986, ganhou seu primeiro personagem de grande sucesso em telenovelas, a Albertina Pimenta, ou simplesmente Tina Pepper, de Cambalacho, escrita por Silvio de Abreu. Tina Pepper foi criada especialmente para a atriz e fez tanto sucesso que Regina Casé chegou a se apresentar com a personagem no Cassino do Chacrinha, onde cantou "Você me incendeia". Essa personagem a fez ter fama internacional, já que os outros países vibravam com o jeito divertido de Tina. Tornou-se nacionalmente conhecida com o programa TV Pirata, humorístico criado em 1988 com a proposta de satirizar a própria televisão. Passou a fazer muito sucesso com comédia, por ser simpática e estar sempre divertindo as pessoas. Em abril de 1991, estreou o Programa Legal, comandado por ela e Luiz Fernando Guimarães, com direção de Guel Arraes e Belisário Franca. Idealizado por Regina Casé e pelo antropólogo Hermano Vianna, o programa misturava documentário, ficção e humor, e ganhou o prêmio da Associação Paulista de Críticos de Arte (APCA) na categoria humor. Na mesma época, atuou na peça Nardja Zulpério, monólogo escrito por Hamilton Vaz Pereira e que ficou em cartaz durante cinco anos. Em 1992, foi eleita a melhor comediante do ano pelo júri do Troféu Imprensa, que também premiou o Programa Legal como melhor humorístico da televisão. Apesar da grande repercussão, o programa deixou de ser produzido em dezembro daquele mesmo ano. Sua equipe, porém, passaria a produzir o quadro Na Geral, exibido pelo Fantástico a partir de 1994. Ao longo de sua trajetória na Rede Globo, também participou de programas especiais da emissora, como a comemoração dos 25 anos d'Os Trapalhões, em 1991, e o show anual de Roberto Carlos, em dezembro de 1993, em que representou uma tiete do cantor.
Em dezembro de 1992, a Rede Globo transmitiu o especial Brasil Legal, que seria a atração seguinte comandada por ela na emissora, a partir de maio de 1995. Com o programa, Regina Casé viajava o país para mostrar lugares e tipos interessantes ou inusitados, quase sempre anônimos. Criado pelo núcleo de produção do diretor Guel Arraes com o objetivo de explorar a veia humorística da atriz, acabou se tornando uma espécie de documentário semanal de costumes e incluía também viagens ao exterior. O programa foi dirigido por diferentes nomes, como Sandra Kogut, João Alegria, Luís Felipe de Sá, Alberto Renault e Estevão Ciavatta. Pela redação do Brasil Legal passaram Pedro Cardoso, Cláudio Paiva, Jorge Furtado, Hermano Vianna, Guel Arraes, entre outros. Em 1997, fez uma participação no quadro Vida ao Vivo Show, apresentado no Fantástico por Luiz Fernando Guimarães e Pedro Cardoso, que daria origem ao programa exibido pela Rede Globo entre 1998 e 1999. O término do Brasil Legal, em 1998, foi imediatamente seguido da estreia de Muvuca em 1999, programa semanal comandado por ela e produzido pelo núcleo de Guel Arraes. Muvuca misturava talk-show e reportagens especiais, unindo pessoas de diferentes universos. Famosos e anônimos eram convidados a participarem juntos do mesmo programa, que tinha como característica a espontaneidade e informalidade, marcas da apresentadora. Não havia um tema definido, nem um roteiro fixo. A edição final aproveitava as situações mais espontâneas e as melhores informações dos entrevistados. O programa, no entanto, ao contrário do Brasil Legal, foi retirado do ar no final de 2000, por baixa audiência. As experiências do Programa Legal e do Brasil Lega geraram séries educativas, como o Escola Legal, dentro do projeto Tele Escola (1996), da Fundação Roberto Marinho, e o Histórias do Brasil Legal (1998), para o canal Futura.

### 2001–2018
A partir de 2001, também para o Futura, Regina Casé e o diretor Estevão Ciavatta, passaram a produzir o programa Um pé de quê?, contando histórias sobre as origens e as características de diversas árvores. Depois de quinze anos sem atuar em novelas, participou de As Filhas da Mãe em 2001, de Sílvio de Abreu, Alcides Nogueira e Bosco Brasil, com a colaboração de Sandra Louzada. Também em 2001, apresentou Que História é Essa?, especial de fim de ano exibido pelo Canal Futura, no qual abordava histórias ocorridas com pessoas comuns, noticiadas no mesmo dia de acontecimentos históricos. Com parte de sua ação ambientada na Biblioteca Nacional, o especial voltou a ser produzido em dezembro de 2002, quando foi exibido no Fantástico. Em 2002, estreou como autora e diretora de televisão, ao lado do cineasta Fernando Meirelles, com o episódio "Uólace e João Victor", que deu origem ao seriado Cidade dos Homens do mesmo ano. Estrelado pela dupla de atores Darlan Cunha e Douglas Silva, Laranjinha e Acerola, o seriado mostrava o cotidiano de dois meninos numa favela carioca e teve outros três episódios assinados por Regina Casé: Tem Que Ser Agora (2003), Pais e Filhos (2004) e As Aparências Enganam (2005). Em 2003, apresentou Cena Aberta, de Jorge Furtado, Guel Arraes e da própria Regina, programa produzido pela TV Globo em parceira com a Casa de Cinema, de Porto Alegre. A atração ganhou Menção Especial no Festival Tout Écran, competição internacional de filmes e televisão, na Suíça. A série de quatro episódios foi premiada na categoria "Séries, Coleções e Dramas de Longa Metragem". Também levou o prêmio de melhor programa de televisão da Associação Paulista de Críticos de Arte. Em 2004, esteve à frente de São Paulo de Piratininga, série de reportagens exibida pelo Fantástico em comemoração aos 450 anos de fundação da cidade.

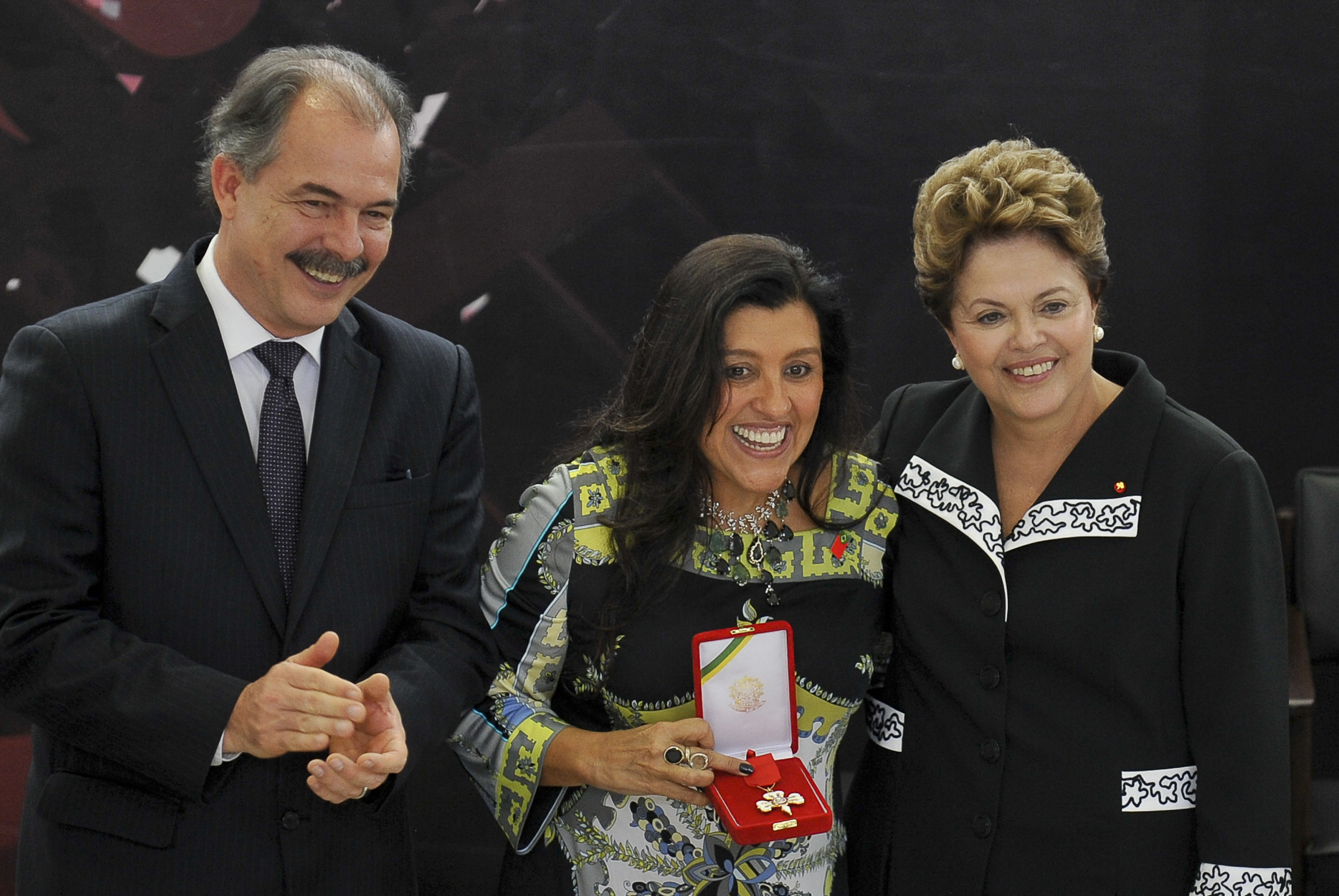
Casé (centro) com o ex-ministro da Educação, Aloizio Mercadante (esquerda), e a ex-presidente Dilma Rousseff (direita), durante da entrega da Ordem do Mérito Cultural 2012, em cerimônia no Palácio do Planalto

Durante o ano de 2006, comandou o Central da Periferia, programa de auditório ao ar livre voltado exclusivamente para a produção cultural das regiões menos favorecidas do país. A mesma equipe de produção do Central da Periferia era responsável pelo quadro Minha Periferia, exibido semanalmente, aos domingos, no Fantástico. Em 2007, atuou pela primeira vez em uma minissérie, Amazônia, de Galvez a Chico Mendes, de Glória Perez. Com a série de reportagens Minha Periferia é o Mundo, voltou a apresentar um quadro no Fantástico, focalizando a vida dos grandes centros urbanos, agora não só do Brasil, mas do mundo. Em 2008, faz uma Participação Especial como a Apresentadora Eunice Jardim no Remake de Ciranda de Pedra. Em 2009, a biografia dela foi enredo da escola de samba de São Paulo Leandro de Itaquera. No mesmo ano, participou na minissérie Som & Fúria (Rede Globo) e no quadro do Fantástico, Vem com Tudo, além de fazer participação especial no programa Papai Noel Existe. Em 2011, Regina iniciou um novo programa dominical na Globo, o Esquenta!, que na estreia marcou 17 pontos de audiência. Com direção de Guel Arraes, Estevão Ciavatta, Leonardo Netto, Monica Almeida e Mário Meirelles, a atração traz várias personalidades da música brasileira, em um estilo animado e despojado. No programa, a apresentadora continua sua ligação com a periferia, trazendo atrações musicais e entrevistas com diversos personagens. Desde sua estreia, o programa já é um sucesso de público e tem se destacado pelo improviso e pela informalidade. Em 2014, o programa, que conta com a participação dos sambistas Péricles, Arlindo Cruz e Xande de Pilares, ganhou uma versão ao vivo durante a Copa do Mundo e alcançou o prestígio da emissora e do público, mantendo a liderança com média de 14 pontos, segundo Ibope.
O Canal Futura exibiu no mesmo ano a nova edição do programa Um Pé de Quê?. Realizada pela Pindorama, com apresentação de Regina Casé e direção de Estevão Ciavatta, a atração contou com sete episódios inéditos da temporada que resgatou a trajetória das “árvores viajantes” da época das grandes navegações europeias, quando espécies de vários continentes foram difundidas pelo mundo. Além do Esquenta!, em 2014 Regina voltou as telonas. Em Made in China, de Estevão Ciavatta, a atriz vive Francis, vendedora em uma das lojas do Saara que tenta entender porque as mercadorias chinesas da concorrência são as mais baratas do centro comercial do Rio de Janeiro. A produção marcou a estreia do cantor Xande de Pilares como ator e esteve em cartaz nos principais cinemas do país, com a participação dos globais Juliana Alves e Otávio Augusto. Inspirado na tradicional relação entre empregados e empregadores, Regina Casé interpretou a pernambucana Val, no longa Que Horas Ela Volta?, dirigido por Anna Muylaert, e mostrando a realidade das domésticas nordestinas que tentam a vida em São Paulo. O drama participou no ano de 2014 da sessão Carte Blanche do Festival Internacional de Cinema de Locarno, um importante evento que acontece anualmente na Suíça. Em 2015, o longa teve seu lançamento nos cinemas brasileiros, foi indicado ao Festival Internacional de Berlim, levando o prêmio do público na categoria melhor filme na mostra paralela Panorama, e rendeu à Regina e Camila Márdila o prêmio de Melhor Atriz no Festival de Sundance, nos Estados Unidos. Em 2015, Regina Casé ainda celebra os 15 anos de Um Pé de Quê?. Em comemoração a data, a atração é reexibida com 155 episódios gravados em diversos lugares, do umbuzeiro típico da caatinga à sakura (cerejeira) do Japão. Regina ainda apresentou junto ao marido e diretor do programa, Estevão Ciavatta, um painel no RioContentMarket – um dos maiores eventos do mundo dedicado ao mercado audiovisual.

### 2019–presente
Em 5 de setembro de 2019, é lançado o filme Três Verões no Festival Internacional de Cinema de Toronto, no qual Casé interpreta a governanta Madá. O longa, dirigido por Sandra Kogut, mostra embates de classe, num Brasil em transformação, em três verões entre 2015 e 2017. Por sua atuação no filme Casé levou o prêmio de melhor atriz da 56ª edição do Antalya Golden Orange Film Festival. Ainda em 2019, além de voltar aos palcos após 25 anos com o monólogo Recital da Onça, Regina voltou a atuar em novelas em Amor de Mãe, trama de Manuela Dias para o horário nobre da Rede Globo, após 18 anos longe das novelas. É a protagonista da trama que gira em torno da busca por um filho desaparecido. É uma mãe que mora em Malaquitas, Rio Grande do Norte, mas se muda para o Rio de Janeiro atrás do então filho vendido pelo pai e que teve como destino a cidade. A novela teve sua estreia em 25 de novembro de 2019, registrando 35 pontos, herdando os bons índices de sua antecessora A Dona do Pedaço (2019), além de se tornar a melhor estreia da faixa desde Segundo Sol (2018). Nas redes sociais, internautas reagiram muito bem ao primeiro capítulo do folhetim, inclusive pedindo o Emmy pela performance de Regina Casé, na pele da protagonista Lurdes. Em 2022, retorna em Todas as Flores onde se destaca ao interpretar a primeira vilã de sua carreira: a gananciosa Zoé. A personagem, mesmo com índole duvidosa e cometendo vários crimes durante a trama, caiu nas graças do público com seu bom humor e carisma. Atualmente, sua carreira é agenciada pela agência Play9.

## Vida pessoal
De 1973 a 1977 Regina viveu junto com o diretor de teatro Hamilton Vaz Pereira. Durante o casamento, sem estar planejando, engravidou, mas sofreu um aborto espontâneo, e devido ao desgaste do relacionamento, optaram por se separar. De 1977 a 1980 foi namorada e noiva do ator Carlão Teixeira, mas devido a constantes desentendimentos, decidiram terminar a relação de forma amigável.
Em 1982 começou a namorar o artista plástico Luiz Zerbini, com quem viveu junto de 1986 a 1996. A atriz tentou engravidar mas não conseguia, e então iniciou um tratamento de fertilização, mas logo em seguida sofreu um aborto espontâneo, mas continuou tentando engravidar. Um ano após o ocorrido, seu tratamento deu certo, e em 19 de junho de 1989, no Rio de Janeiro, nasceu sua filha, Benedita Casé Zerbini. Em entrevistas revelou que ficou durante doze horas em trabalho de parto, e que após sua filha nascer, ela ficou internada na UTI por ter aspirado líquido amniótico. Os médicos informaram que a menina faleceria, o que deixou Regina muito abalada. Após esse período de um mês, ela conseguiu levar a filha para casa, porém quatro anos depois descobriu que, como sequela de ter aspirado líquido amniótico, sua filha havia ficado surda. Após enfrentar muitas dificuldades de inseri-la socialmente e achar um bom tratamento, conseguiu com que sua filha crescesse saudável. Ela tentou novamente engravidar, mas sofreu outro aborto espontâneo. Logo depois separou-se do pai de sua filha.
Em 1998 começou a namorar o diretor artístico Estêvão Ciavatta, com quem se casou em 1999, em uma cerimônia civil e também religioso, na Igreja de Nossa Senhora da Glória, realizando seu antigo sonho de casar-se vestida de noiva. Escolheu esta igreja para casar pois foi a mesma onde os pais de Regina casaram-se, em que Regina se batizou e fez a primeira comunhão. Em 2008 perdeu seu pai, Geraldo Casé, que faleceu de problemas cardíacos.
Seu marido queria ser pai, e Regina ser mãe novamente. Ela voltou a realizar tratamento de fertilização, e conseguiu engravidar, mas sofreu seu quarto aborto espontâneo, o que a deixou muito deprimida. Durante as consultas, ela e o marido descobriram possuir incompatibilidade genética, o que impossibilitaria que qualquer gestação vingasse. Regina, então, foi aconselhada pelo obstetra a parar de tentar engravidar, devido a sua idade, e a histórico de abortos espontâneos de repetição. Conversando com o marido, optaram por entrar na fila de adoção em 2005. Em 2013, enfim, conseguiram adotar um menino, a quem batizaram de Roque Casé Ciavatta. Ele foi adotado quando tinha cinco meses de vida, e vivia em um abrigo para menores abandonados.
Em 25 de junho de 2017, no Rio de Janeiro, nasceu, através de cesariana, Brás Casé Zerbini Januário, neto da atriz. Ele é filho do fotógrafo e diretor João Pedro Januário, casado desde 2007 com Benedita. O menino nasceu saudável, com 3,8 quilos e 52 cm. Com dois anos de idade seu neto passou por duas cirurgias e ficou um mês na UTI, mas recuperou-se.

## Filmografia

### Televisão
| Ano     | Título                                                           | Personagem / Cargo                 | Notas                                          |
| ------- | ---------------------------------------------------------------- | ---------------------------------- | ---------------------------------------------- |
| 1980    | Sítio do Picapau Amarelo                                         | Dona Formiga                       | Episódio: "A Rainha das Abelhas"               |
| 1982–83 | Chico Anysio Show                                                | Neide Taubaté                      |                                                |
| 1984    | Guerra dos Sexos                                                 | Carlotinha Bimbatti                | Episódio: "7 de janeiro"                       |
| 1984    | Sítio do Picapau Amarelo                                         | Deolinda                           | Episódio: "A Reinação do Esperto Come Esperto" |
| 1984    | Vereda Tropical                                                  | Clotilde Barbosa                   | Episódios: "23 de julho–16 de agosto"          |
| 1984    | Plunct, Plact, Zuuum... 2                                        | Madrasta de Marinela               | Especial de fim de ano                         |
| 1986    | Os Trapalhões                                                    | Cleópatra                          | Episódio: "18 de fevereiro"                    |
| 1986    | Cambalacho                                                       | Tina Pepper / Albertina Pimenta    |                                                |
| 1988–90 | TV Pirata                                                        | Vários personagens                 |                                                |
| 1991–92 | Programa Legal                                                   | Apresentadora                      |                                                |
| 1991    | Escolinha do Professor Raimundo: Especial 25 Anos dos Trapalhões | Dona Bela                          | Episódio: "27 de julho"                        |
| 1994    | Fantástico                                                       | Repórter                           | Quadro: "Na Geral"                             |
| 1995–97 | Brasil Legal                                                     | Apresentadora                      |                                                |
| 1996–97 | Escola Legal                                                     | Apresentadora                      |                                                |
| 1997    | Vida ao Vivo Show                                                | Vários personagens                 | Episódio: "21 de julho"                        |
| 1998    | Histórias do Brasil Legal                                        | Apresentadora                      |                                                |
| 1998–00 | Muvuca                                                           | Apresentadora                      |                                                |
| 2001–02 | As Filhas da Mãe                                                 | Rosalva Rocha Cavalcante           |                                                |
| 2001    | Os Normais                                                       | Leonora Vorski                     | Episódio: "Ler é Normal"                       |
| 2001–11 | Um Pé de Quê?                                                    | Apresentadora                      |                                                |
| 2002    | Fantástico                                                       | Repórter                           | Quadro: "Que História É Essa?"                 |
| 2003    | Cena Aberta                                                      | Apresentadora / Vários personagens | Também autora e diretora                       |
| 2004    | Fantástico                                                       | Repórter                           | Quadro: "São Paulo de Piratininga"             |
| 2005    | Cidade dos Homens                                                | Ela mesma                          | Episódio: "Em Algum Lugar do Futuro"           |
| 2005    | Globo 40 Anos                                                    | Rosalva                            | Episódio: "Humor"                              |
| 2005    | Casseta & Planeta, Urgente                                       | Apresentadora / Vários personagens | Episódio: "11 de outubro"                      |
| 2006    | Central da Periferia                                             | Apresentadora                      |                                                |
| 2006–07 | Fantástico                                                       | Repórter                           | Quadro: "Minha Periferia"                      |
| 2007    | Amazônia, de Galvez a Chico Mendes                               | Maria Ninfa                        |                                                |
| 2008    | Ciranda de Pedra                                                 | Eunice Jardim                      | Episódios: "30 de agosto–6 de setembro"        |
| 2009    | Som & Fúria                                                      | Graça                              |                                                |
| 2009    | Fantástico                                                       | Repórter                           | Quadro: "Vem com Tudo"                         |
| 2010    | Papai Noel Existe                                                | Francis                            | Especial de fim de ano                         |
| 2011–17 | Esquenta!                                                        | Apresentadora                      |                                                |
| 2012    | Cheias de Charme                                                 | Ela mesma                          | Episódios: "22–23 de junho"                    |
| 2016    | Fantástico                                                       | Repórter                           | Quadro: "Fonte da Juventude"                   |
| 2017    | Palavras em Série                                                | Clarice Lispector                  | Episódio: "30 de dezembro"                     |
| 2017    | Asdrúbal Trouxe o Trombone                                       | Ela mesma                          | Documentário                                   |
| 2019–21 | Amor de Mãe                                                      | Lurdes dos Santos Silva            |                                                |
| 2022–23 | Todas as Flores                                                  | Zoé da Cruz                        |                                                |
| 2023    | Projeto Led:Luz na Educação                                      | Apresentadora                      |                                                |
| 2024    | Tô Nessa                                                         | Almerinda Ferreira (Mirinda)       |                                                |

como diretora/roteirista
| Ano  | Título            | Notas                             |
| ---- | ----------------- | --------------------------------- |
| 2002 | Cidade dos Homens | Episódio: "Uólace e João Victor"  |
| 2003 | Cidade dos Homens | Episódio: "Tem Que Ser Agora"     |
| 2004 | Cidade dos Homens | Episódio: "Pais e Filhos"         |
| 2005 | Cidade dos Homens | Episódio: "As Aparências Enganam" |

### Cinema
| Ano  | Título                       | Papel                     | Nota                    |
| ---- | ---------------------------- | ------------------------- | ----------------------- |
| 1978 | Tudo Bem                     | Vera Lúcia                |                         |
| 1978 | Chuvas de Verão              | Moça da Repartição        |                         |
| 1980 | Os Sete Gatinhos             | Arlete                    |                         |
| 1981 | Eu Te Amo                    | Mulher de Valdir          |                         |
| 1981 | Corações a Mil               | Suzete                    |                         |
| 1982 | O Segredo da Múmia           | Regina                    |                         |
| 1983 | Onda Nova                    | Rubi                      |                         |
| 1985 | Brás Cubas                   | Marcela                   |                         |
| 1985 | Areias Escaldantes           | Verônica Pinheiro (Verrô) |                         |
| 1985 | A Marvada Carne              | Mulher-Diaba              |                         |
| 1986 | O Cinema Falado              | Comunista                 |                         |
| 1988 | Fogo e Paixão                | Primeira-Dama             |                         |
| 1988 | Moon Over Parador            | Clara                     |                         |
| 1989 | O Grande Mentecapto          | Brigite                   |                         |
| 1995 | Lá e Cá                      | Garota                    | Curta-metragem          |
| 1997 | A Perna Cabiluda             | Ela mesma                 | Curta-metragem          |
| 2000 | Eu, Tu, Eles                 | Darlene                   |                         |
| 2001 | Onde Andará Petrucio Felker? | Maria das Graças (voz)    | Curta-metragem          |
| 2003 | A Pessoa É Para o Que Nasce  | Ela mesma                 | Documentário            |
| 2004 | Juro que vi: O Boto          | Narradora                 | Curta-metragem          |
| 2014 | Rio, Eu Te Amo               | Judite                    | segmento: "Dona Fulana" |
| 2014 | Made in China                | Francis                   |                         |
| 2015 | Que Horas Ela Volta?         | Valdirene Ferreira (Val)  |                         |
| 2020 | Três Verões                  | Madalena (Madá)           |                         |
| 2024 | Dona Lurdes - O Filme        | Lurdes dos Santos Silva   |                         |

### Videoclipes
| Ano  | Título          | Artista        | Álbum       |
| ---- | --------------- | -------------- | ----------- |
| 1988 | 'O Estrangeiro" | Caetano Veloso | Estrangeiro |

## Teatro
como atriz
| Ano  | Título                            | Papel                        |
| ---- | --------------------------------- | ---------------------------- |
| 1974 | O Inspetor Geral                  |                              |
| 1975 | Ubu                               |                              |
| 1977 | Trate-me Leão                     |                              |
| 1980 | Aquela Coisa Toda                 |                              |
| 1981 | Doce Deleite                      |                              |
| 1983 | A Farra da Terra                  |                              |
| 1987 | Guerras do Alecrim e da Manjerona |                              |
| 1988 | Nardja Zulpério                   | Nardja Zulpério / Psiquê     |
| 1997 | Zaratustra - Comédia Nietzschiana |                              |
| 2019 | Recital da Onça                   | Palestrante / Autora da peça |

como diretora
| Ano  | Título    |
| ---- | --------- |
| 1994 | Castiçais |

## Prêmios e indicações
| Ano  | Prêmio                                        | Categoria                                    | Indicação            | Resultado |
| ---- | --------------------------------------------- | -------------------------------------------- | -------------------- | --------- |
| 1974 | Prêmio Governador do Estado                   | Melhor Atriz Revelação                       | O Inspetor Geral     | Venceu    |
| 1977 | Prêmio Molière                                | Melhor Atriz                                 | Trate-me Leão        | Venceu    |
| 1986 | Prêmio APCA de Cinema                         | Melhor Atriz Coadjuvante                     | Areias Escaldantes   | Venceu    |
| 1989 | Prêmio APCA de Televisão                      | Melhor Atriz em Programa Humorístico         | TV Pirata            | Venceu    |
| 1989 | Troféu Imprensa                               | Melhor Humorista Feminina                    | TV Pirata            | Indicada  |
| 1992 | Troféu Imprensa                               | Melhor Humorista Feminina                    | Programa Legal       | Venceu    |
| 1993 | Troféu Imprensa                               | Melhor Humorista Feminina                    | Programa Legal       | Venceu    |
| 2001 | Festival Internacional de Cinema de Cartagena | Melhor Atriz                                 | Eu, Tu, Eles         | Venceu    |
| 2001 | Grande Prêmio do Cinema Brasileiro            | Melhor Atriz                                 | Eu, Tu, Eles         | Venceu    |
| 2001 | Festival de Havana                            | Melhor Atriz - menção honrosa                | Eu, Tu, Eles         | Venceu    |
| 2001 | Festival de Cinema de Karlovy Vary            | Melhor Atriz                                 | Eu, Tu, Eles         | Venceu    |
| 2001 | Festival de Cinema de Lima                    | Melhor Atriz                                 | Eu, Tu, Eles         | Venceu    |
| 2003 | Prêmio APCA de Televisão                      | Melhor programa de televisão                 | Cena Aberta          | Venceu    |
| 2003 | Festival Tout Écran                           | Séries, Coleções e Dramas                    | Cena Aberta          | Venceu    |
| 2004 | Prêmio Faz Diferença do jornal - O Globo      | Revista da TV                                | Cena Aberta          | Venceu    |
| 2005 | Blockbuster Entertainment Awards              | Melhor Atriz de Drama                        | Eu, Tu, Eles         | Indicada  |
| 2012 | Prêmio Extra de Televisão                     | Melhor Apresentador                          | Esquenta!            | Indicada  |
| 2013 | Prêmio Extra de Televisão                     | Melhor Apresentador                          | Esquenta!            | Indicada  |
| 2013 | Troféu Internet                               | Melhor Apresentador                          | Esquenta!            | Indicada  |
| 2013 | Meus Prêmios Nick                             | Apresentador de TV                           | Esquenta!            | Indicada  |
| 2014 | Prêmio Extra de Televisão                     | Melhor Apresentador                          | Esquenta!            | Indicada  |
| 2014 | Troféu Internet                               | Melhor Apresentador                          | Esquenta!            | Indicada  |
| 2015 | Troféu Imprensa                               | Melhor Apresentador ou Animador de TV        | Esquenta!            | Indicada  |
| 2015 | Troféu Internet                               | Melhor Apresentador                          | Esquenta!            | Indicada  |
| 2015 | Prêmio Quem de Televisão                      | Melhor Apresentador                          | Esquenta!            | Indicada  |
| 2015 | Prêmio Quem                                   | Melhor Atriz de Cinema                       | Que Horas Ela Volta? | Venceu    |
| 2015 | Festival Sundance de Cinema                   | Melhor Atriz                                 | Que Horas Ela Volta? | Venceu    |
| 2015 | Seattle International Film Festival           | Melhor Atriz                                 | Que Horas Ela Volta? | 4º lugar  |
| 2015 | Prêmio de Cinema Fênix                        | Melhor Atriz                                 | Que Horas Ela Volta? | Indicada  |
| 2015 | Prêmio APCA de Cinema                         | Melhor Atriz                                 | Que Horas Ela Volta? | Venceu    |
| 2016 | Grande Prêmio do Cinema Brasileiro            | Melhor Atriz                                 | Que Horas Ela Volta? | Venceu    |
| 2016 | Festival Sesc Melhores Filmes                 | Melhor Atriz (crítica)                       | Que Horas Ela Volta? | Venceu    |
| 2016 | Festival Sesc Melhores Filmes                 | Melhor Atriz (público)                       | Que Horas Ela Volta? | Venceu    |
| 2019 | Prêmio do Humor - RJ[carece de fontes?]       | Melhor Texto (com Hermano Vianna)            | Recital da Onça      | Indicada  |
| 2019 | Prêmio do Humor - RJ[carece de fontes?]       | Melhor Espetáculo                            | Recital da Onça      | Indicada  |
| 2019 | Prêmio do Humor - RJ[carece de fontes?]       | Melhor Performance                           | Recital da Onça      | Indicada  |
| 2019 | Antalya Golden Orange Film Festival           | Melhor Atriz                                 | Três Verões          | Venceu    |
| 2019 | Festival do Rio                               | Melhor Atriz                                 | Três Verões          | Venceu    |
| 2020 | Málaga Spanish Film Festival                  | Melhor Atriz                                 | Três Verões          | Venceu    |
| 2020 | Prêmio Contigo! de TV                         | Melhor Atriz de Novela                       | Amor de Mãe          | Indicada  |
| 2020 | Splash Awards                                 | Melhor Atriz                                 | Amor de Mãe          | Indicada  |
| 2020 | Melhores do Ano NaTelinha                     | Melhor Atriz                                 | Amor de Mãe          | Indicada  |
| 2020 | Prêmio APCA de Televisão                      | Melhor Atriz                                 | Amor de Mãe          | Indicada  |
| 2020 | Prêmio Área VIP                               | Melhor Atriz                                 | Amor de Mãe          | Indicada  |
| 2020 | Prêmio Área VIP                               | Personagem do Ano                            | Amor de Mãe          | Indicada  |
| 2020 | Melhores do Ano Minha Novela                  | Melhor Atriz de Novela (voto popular e júri) | Amor de Mãe          | Venceu    |
| 2021 | Melhores do Ano - RD1                         | Melhor Atriz                                 | Amor de Mãe          | Indicada  |
| 2021 | Prêmio F5                                     | Melhor Atriz de Novela                       | Amor de Mãe          | Indicada  |
| 2021 | Prêmio Notícias da TV                         | Ator ou Atriz de Novela                      | Amor de Mãe          | Indicada  |
| 2021 | Melhores do Ano NaTelinha                     | Melhor Atriz                                 | Amor de Mãe          | Indicada  |
| 2021 | Prêmio Glow                                   | Melhor Ator/Atriz                            | Amor de Mãe          | Indicada  |
| 2021 | Prêmio Contigo! de TV                         | Melhor Atriz de Novela                       | Amor de Mãe          | Indicada  |
| 2021 | Prêmio Área VIP                               | Melhor Atriz                                 | Amor de Mãe          | Indicada  |
| 2021 | Prêmio Área VIP                               | Personagem do Ano                            | Amor de Mãe          | Indicada  |
| 2021 | Melhores do Ano                               | Melhor Atriz de Novela                       | Amor de Mãe          | Venceu    |
| 2021 | Prêmio APCA de Televisão                      | Melhor Atriz                                 | Amor de Mãe          | Indicado  |
| 2021 | Festival Sesc Melhores Filmes                 | Melhor Atriz Nacional                        | Três Verões          | Indicada  |
| 2021 | Séries em Cena Awards                         | Melhor Atriz Nacional de Filme               | Três Verões          | Indicada  |
| 2021 | Prêmio Platino                                | Melhor Interpretação Feminina de Filme       | Três Verões          | Indicada  |
| 2021 | Grande Prêmio do Cinema Brasileiro            | Melhor Atriz                                 | Três Verões          | Indicada  |
| 2021 | Prêmio Guarani de Cinema Brasileiro           | Melhor Atriz                                 | Três Verões          | Indicada  |
| 2022 | Troféu Imprensa                               | Melhor Atriz                                 | Amor de Mãe          | Venceu    |
| 2022 | Troféu Internet                               | Melhor Atriz                                 | Amor de Mãe          | Venceu    |
| 2022 | Prêmio Melhores do Ano Social1                | Melhor Atriz                                 | Todas as Flores      | Indicada  |
| 2023 | Prêmio iBest                                  | Influenciador Protagonista                   | Todas as Flores      | Indicada  |
| 2023 | Prêmio Noticiasdetv.com                       | Melhor Atriz Antagonista                     | Todas as Flores      | Indicada  |
| 2023 | Melhores do Ano NaTelinha                     | Melhor Atriz                                 | Todas as Flores      | Indicada  |
| 2023 | Prêmio ArteBlitz de Novela                    | Melhor Atriz Vilã                            | Todas as Flores      | Indicada  |